# Citroën BX
La Citroën BX è una autovettura prodotta dalla casa automobilistica francese Citroën dal 1982 al 1994 in oltre due milioni di esemplari con carrozzeria berlina di tipo fastback o familiare, e dotate di motori ciclo Otto e ciclo Diesel.

## Storia e profilo

### Genesi del modello
La gestazione della BX ebbe inizio all'inizio del 1977, quando fu avviato il progetto XB, destinato alla realizzazione dell'erede della GS. Di quest'ultima si volevano mantenere alcune impostazioni generali, come la carrozzeria profilata a due volumi, le ruote posteriori parzialmente carenate e naturalmente l'utilizzo delle sospensioni idropneumatiche di tipo autolivellante adattivo semi-attivo, oramai quasi un marchio di fabbrica per i modelli Citroën di fascia media e alta. Alla Citroën, però, la dirigenza non poté più contare su Robert Opron, già autore della stessa GS e di altri modelli; egli, infatti, si dimise dopo la fusione con Peugeot nel Gruppo PSA, sarebbe approdato alla Renault. I primi modelli in scala reale sono datati 1977 e molto ispirati alla GS, alla sua erede GSA, nonché all'ammiraglia CX debuttata 1978; dopodiché i vertici del neonato Gruppo PSA fecero realizzare, nel 1979, anche un prototipo ispirato fortemente alla Peugeot 305, anch'essa introdotta nel 1977. I risultati, però, non furono affatto convincenti; proprio per questo, la Citroën scelse di avvelersi di una collaborazione esterna con la Bertone, la quale incaricò del lavoro Marcello Gandini. Questi, infatti, era il designer italiano già autore di vetture come la Lamborghini Countach, la Maserati Khamsin, la De Tomaso Pantera e l'Alfa Romeo Montreal.
L'atelier torinese impose a Gandini di prendere spunto da una concept presentata proprio da Bertone in quel 1977, vale a dire la Reliant FW11, un prototipo (proposto anche per la casa turca Anadol) mai entrato in produzione con il marchio inglese (e neppure con il marchio turco). Marcello Gandini si ispirò quindi sia a tale prototipo, sia anche ad un successivo prototipo, sempre di Bertone e denominato Volvo Tundra e risalente a al proprio dal 1979. Poiché le linee della futura berlina francese non si dimostrarono estremamente innovative, l'atelier piemontese scelse di puntare sull'innovazione nella scelta dei materiali: ecco perché per la nuova vettura si scelse di realizzare in vetroresina alcuni pannelli della carrozzeria, come l'ampio portellone posteriore, i montanti laterali posteriori e anche, su alcune versioni, il cofano anteriore. Tale soluzione fu voluta per almeno due motivi, cioè contenere la massa della vettura e garantire un baricentro più basso.
Nel frattempo, per quanto riguarda la meccanica, le direttive dei nuovi padroni del marchio francese imposero la rinuncia al tradizionale motore boxer con raffreddamento ad aria in favore delle più innovative unità PSA raffreddate ad acqua e già da tempo in forza a diversi modelli Peugeot. I primi test di tale meccanica vennero condotti su strada utilizzando un muletto con carrozzeria quasi identica a quella della GS.

### Debutto
Il 16 settembre 1982 venne calata lentamente dalla Torre Eiffel una cassa di legno. Toccò terra quasi 10 giorni dopo, il 25 settembre, scoprendo la nuova BX. La presentazione ufficiale avvenne cinque giorni dopo, il 30 settembre 1982, al salone dell'automobile di Parigi, inizialmente solo con carrozzeria berlina a due volumi e a 5 porte.

#### Design e interni
Il corpo vettura a due volumi della BX, sebbene profilato in modo da garantire una sorta di continuità con la GSA, risultava piuttosto spigoloso ad una prima occhiata, ma in realtà è stato oggetto di studi attenti da parte di Gandini, tanto da ottenere un Cx molto basso per l'epoca, pari a 0.34, un risultato che testimonia la ricerca della massima aerodinamicità in maniera tale da ridurre i consumi. Le dimensioni sono un poco superiori a quelle della GSA, tanto che inizialmente quest'ultima non venne sostituita: la BX si posizionò quindi a metà strada tra la GSA e l'ammiraglia CX. Il frontale, piuttosto sottile e affilato, è caratterizzato da una calandra liscia con grandi fari rettangolari a sviluppo orizzontale e un paraurti di ridotte dimensioni. Il gruppo fari-calandra è a sua volta caratterizzato da un'angolatura trasversale che attraversa tutto il frontale. Un'altra particolarità della zona anteriore è data dal parabrezza dotato di tergicristallo monospazzola.
La vista laterale mostra l'impegno profuso da Bertone e Gandini sotto l'aspetto aerodinamico, ma anche una certa continuità con la recente produzione Citroën: fronzoli ridotti all'osso, va notata la differenza fra la forma trapezoidale dei passaruota anteriori e quella carenata dei passaruota posteriori, quest'ultimo un chiaro richiamo alle altre Citroën pre-PSA. Altre caratteristiche sono le ampie superfici vetrate e il montante centrale "nascosto" tra le superfici vetrate stesse, in maniera da rendere più snella la vista. La ricerca aerodinamica si nota soprattutto nella zona posteriore, dove il padiglione scende senza soluzione di continuità fino all'altezza dei gruppi ottici. Qui, la vista laterale permette di notare anche il massiccio montante posteriore con una grigliatura alla sua base. Le versioni con allestimento TR erano caratterizzate dalla presenza di un terzo finestrino fisso subito prima del montante posteriore stesso. La coda è quindi sprovvista di un terzo volume, ma a differenza della GS, che non aveva un vero e proprio portellone, la BX invece ne possiede uno assai ampio e pratico, con un ampio lunotto, e che dà modo di accedere ad un grande vano bagagli della capacità di 444 litri, ampliabile fino a 1.455 abbattendo lo schienale posteriore. I gruppi ottici sono di forma rettangolare, leggermente avvolgenti e suddivisi in plastiche quadrate.
Nel cruscotto, si ha un posto guida con quadro strumenti di forma rettangolare che incorpora l'orologio elettrico a led verdi, il tachimetro a tamburo rotante (già utilizzato su GS, CX e GSA, ma sostituito nella seconda serie con un tachimetro convenzionale) con contachilometri totale e parziale, l'indicatore del livello del carburante e della temperatura dell'acqua di raffreddamento, le spie dei servizi e, per la versione 16 TRS, l'indicatore elettrico di livello olio motore e il contagiri a led a sviluppo orizzontale. La strumentazione è affiancata simmetricamente da due gruppi piramidali, detti satelliti (o sistemi PRN), che raggruppano tutti i comandi necessari ad azionare l'illuminazione, gli indicatori, i tergilavacristalli e lo sbrinatore. È presente anche un altro elemento tipico di molte Citroën dell'epoca e anche degli anni precedenti, vale a dire il volante monorazza, qui con un disegno attualizzato.

#### Meccanica e motori
La BX nasceva su un pianale del tutto nuovo che in seguito sarebbe stato utilizzato anche per un'altra vettura del Gruppo PSA, vale a dire la Peugeot 405, anche se in forma semplificata. Tale pianale fa uso delle sospensioni idropneumatiche; la geometria dell'avantreno era del tipo MacPherson, mentre il retrotreno era a semiassi oscillanti. L'impianto frenante fa uso di quattro freni a disco, quando all'epoca era molto più diffuso l'utilizzo di due dischi all'avantreno e due tamburi al retrotreno, mentre lo sterzo era a cremagliera.
Al suo debutto, la BX è stata proposta in tre motorizzazioni:
- BX 14: motore XY7 da 1360 cm³ di cilindrata, con alimentazione a carburatore monocorpo e potenza massima di 62 CV;
- BX 14E e BX14RE: motore XY6B, anch'esso da 1360 cm³, alimentato con carburatore doppio corpo ed in grado di erogare 72 CV di potenza massima;
- BX 16: motore XU52C da 1580 cm³, con carburatore doppio corpo e con potenza massima di 90 CV.

La trazione era anteriore e il cambio era manuale a 4 rapporti sulla versione base da 62 CV, a 5 rapporti sulle altre versioni.

### Evoluzione
La produzione viene quindi avviata nel mese di settembre del 1982, già un mese prima della presentazione ufficiale, con il modello BX16 a fare provvisoriamente da versione di punta, equipaggiabile a richiesta anche con l'aria condizionata. Lo stabilimento di produzione era quello di Rennes-la-Janais. La produzione si articola in due serie comprendenti versioni berlina, break (familiare) e varianti sportive, con motorizzazioni benzina e diesel: la prima (Serie 1) va dalla presentazione, 1982, fino a giugno 1986, la seconda (Serie 2) da luglio 1986 fino a dicembre 1993 per le berline e fino al 1994 per le break dopo un totale di 2.315.739 esemplari. Le ultime berline sono state prodotte nel dicembre 1993, le ultime break nel 1994, ma l'ultima BX a essere stata venduta risale al 1996, fatto che costrinse la casa francese a prorogare fino al 2006 l'obbligo legale di fornire pezzi di ricambio.

#### La prima serie

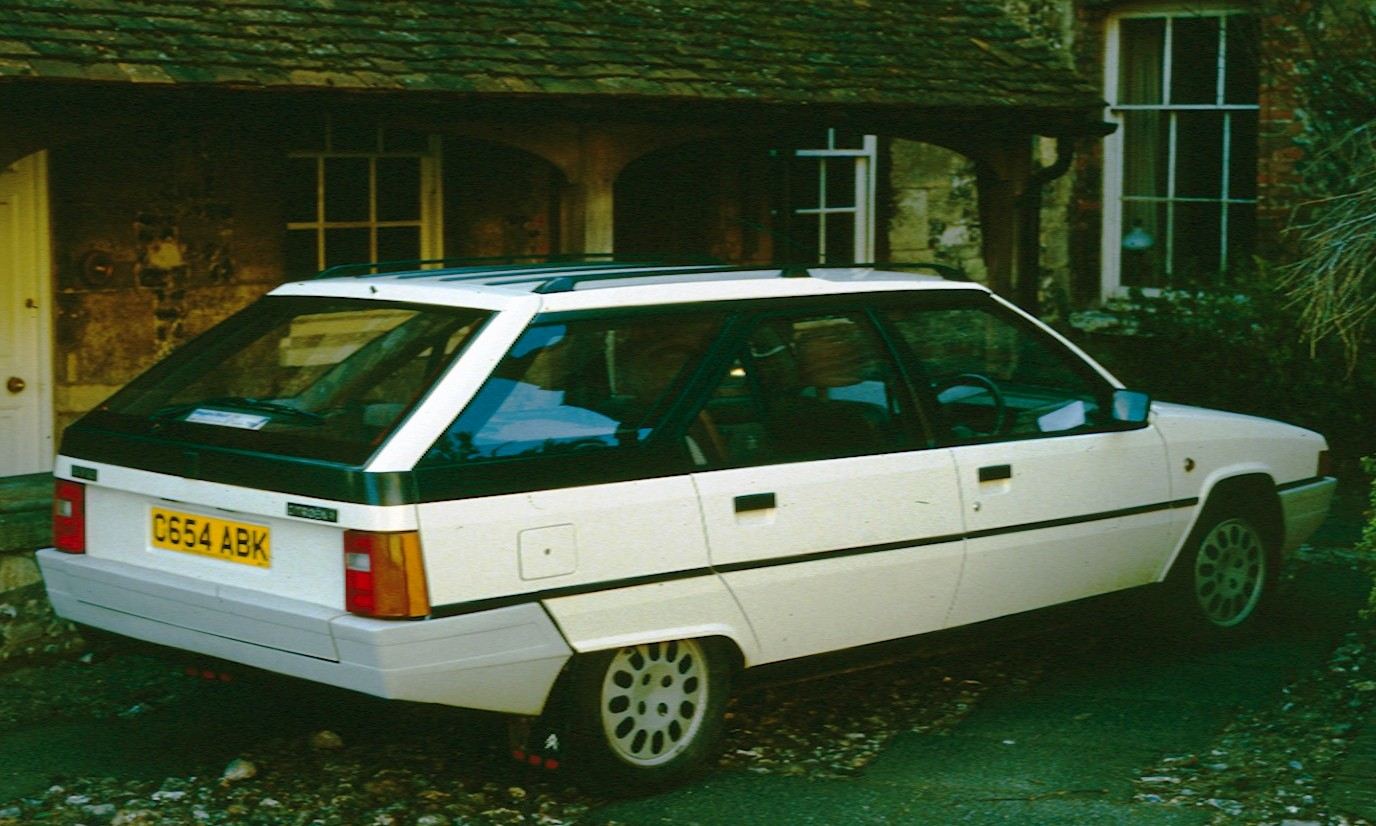
La BX Break lanciata nel 1985

Esteriormente gli esemplari di prima serie sono riconoscibili per gli indicatori di direzione anteriori color arancio alti circa la metà dei gruppi ottici anteriori, per i ripetitori laterali tondi, per gli specchi retrovisori con snodo a sfera e per i copricerchi con settori di colore nero.
Poco dopo l'inizio della produzione nello stabilimento di Rennes-la-Janais, un altro sito venne attivato per la produzione della BX, stavolta a Vigo, in Spagna.
Nel 1983, si hanno le prime novità: al salone dell'automobile di Francoforte vengono introdotte la BX 19D e la BX 19 TRD, prime BX con motore diesel, in questo caso un motore XUD aspirato da 1.9 litri ed in grado di erogare fino a 65 CV di potenza massima. Le due differenti sigle indicano semplicemente il livello di allestimento: il più ricco vanta tra l'altro anche i sedili anteriori regolabili in altezza, il tergilunotto ed i vetri elettrici. Un'altra novità sta nel leggerissimo incremento di potenza della BX 16, da 90 a 92 CV.
Nel giugno del 1984, la lista optional si arricchisce del nuovo cambio automatico a 4 rapporti, previsto però solo in abbinamento con il motore da 1.6 litri. Tre mesi dopo, a settembre, viene introdotta la nuova versione di punta, denominata BX 19 GT, equipaggiata con un 1.9 XU da 105 CV e caratterizzata da una dotazione che comprendeva anche il servosterzo e il computer di bordo. Sempre nel 1984, la BX 16 vide la sua potenza crescere nuovamente, da 92 a 94 CV.

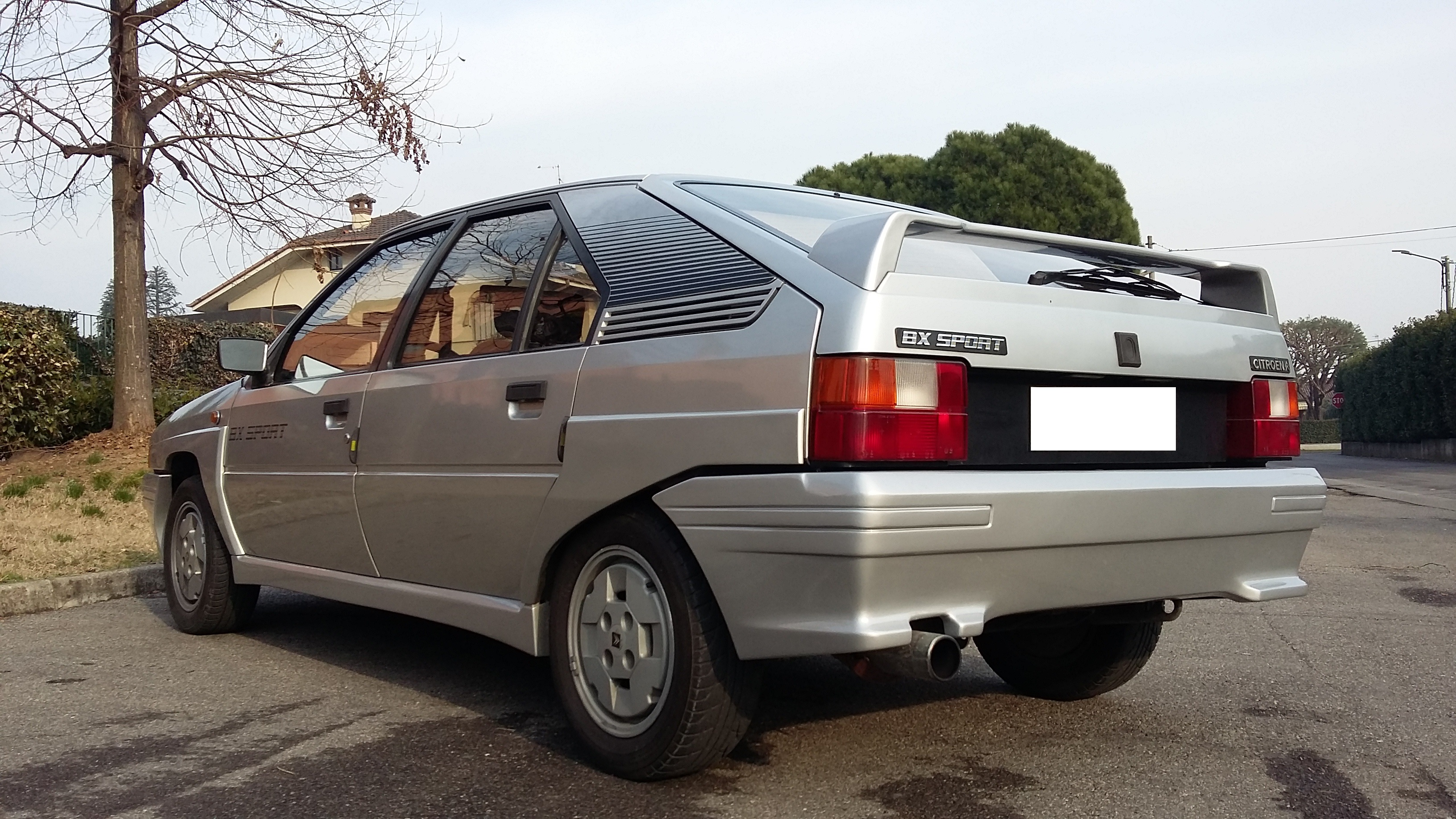
Vista posteriore di una BX SPORT

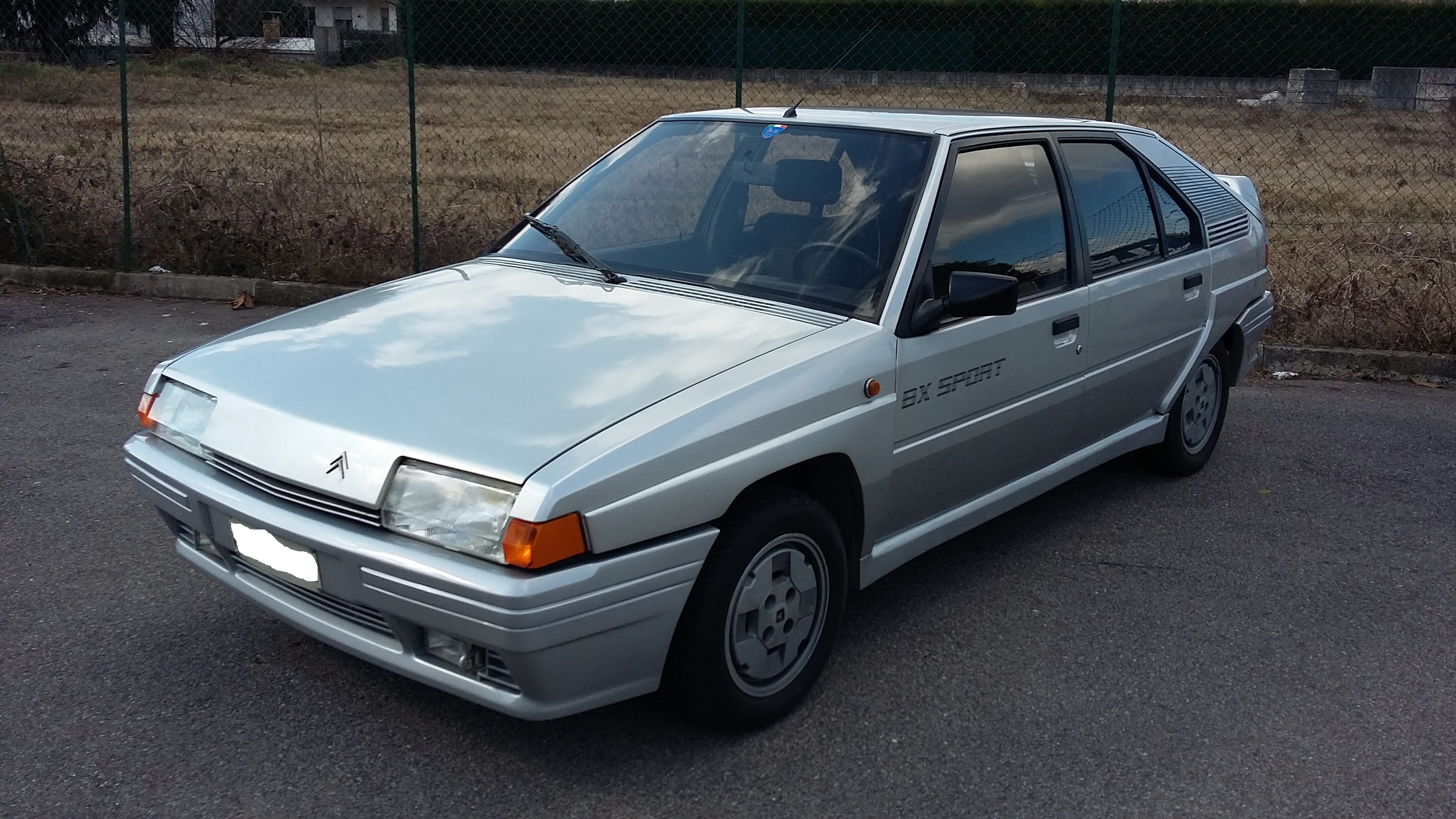
Vista anteriore di una Citroen BX SPORT

Nel 1985 viene presentata la BX Break, versione giardinetta realizzata da Heuliez, dalla più ampia praticità e dalla più ampia capacità di carico, salita da 1455 a 1800 litri con lo schienale abbassato. A tale risultato contribuisce anche una lunghezza del corpo vettura cresciuta di 17 cm, nonché l'ovvio ridisegnamento della zona posteriore. La BX Break è stata inizialmente proposta in abbinamento con tutti i motori tranne quello da 1.4 litri, ritenuto poco potente per garantire prestazioni soddisfacenti. Sempre nel 1985, la berlina venne proposta nelle serie speciali BX Leader e BX SPORT. Quest'ultima divenne anche la nuova versione di punta, poiché equipaggiata con il motore della 19GT potenziato per la Citroen dal noto preparatore e motorista Danielson con 2 carburatori doppiocorpo Solex ADDHE da 40 ad apertura simultanea, nuovo radiatore Chausson in alluminio, nuova testata in lega leggera completamente ridisegnata, pistoni di nuovo disegno, albero a camme modificato, nuovi collettori di aspirazione in alluminio, nuove bielle rinforzate e valvole maggiorate che portavano la potenza massima a ben 126 CV. Tale versione speciale era dotata di strumentazione con quadranti a lancette, ma anche di parafanghi allargati, minigonne, paraurti, logo posteriore e adesivi specifici e di serie offriva un equipaggiamento completo: servosterzo, chiusura centralizzata, vetri atermici oscurati, sedile posteriore ribaltabile, cerchi in lega specifici, 4 appoggiatesta, alettone posteriore in tinta con la carrozzeria, volante dedicato e pomello del cambio con filetto rosso. Prevista inizialmente in una tiratura di soli 2500 esemplari (come peraltro anche la Leader) la casa ne predispose in seguito altri 5000, per un totale di soli 7500 esemplari prodotti.
La BX SPORT fu proposta inizialmente solo in 2 tonalità di grigio (Gris Perle métallisé, Gris Renard métallisé) poi a partire da luglio 1985 fu proposta anche in rosso (Rouge Feu), bianco e nero. Solo 200 esemplari di BX SPORT furono destinati al mercato italiano. Oggi è molto rara ed ambita dagli appassionati e si stima che ne siano rimaste meno di 150 in tutto il mondo.
La Leader, verrà riproposta successivamente a più riprese mentre la SPORT non fu più proposta. Sempre del 1985, e più precisamente del mese di settembre, è la variante Digit della 19 GT, equipaggiata con una strumentazione completamente digitale, autoradio con riproduttore di cassette e chiusura centralizzata con telecomando.
A novembre 1985 viene presentata la BX 4TC a trazione integrale studiata appositamente per le competizioni e costruita anche in 200 esemplari da strada per ottenerne l'omologazione FISA. Il propulsore è un blocco da 2141 cm³ con turbocompressore Garrett, intercooler, iniezione Bosch K-Jetronic da 200 CV. Riconoscibile a prima vista per la fanaleria maggiorata, le carreggiate allargate e il vistoso alettone posteriore. Sul fronte diesel vanno segnalate due novità: l'arrivo della BX 17 D, equipaggiata con il 1.8 diesel aspirato da 60 CV, e l'introduzione del cambio automatico come optional anche per la BX 19 TRD.
Gli ultimi aggiornamenti della prima serie della BX arrivano nel febbraio del 1986, con l'allargamento della gamma BX Break anche al motore 1.4 da 72 CV con cambio a 5 marce.

#### La seconda serie

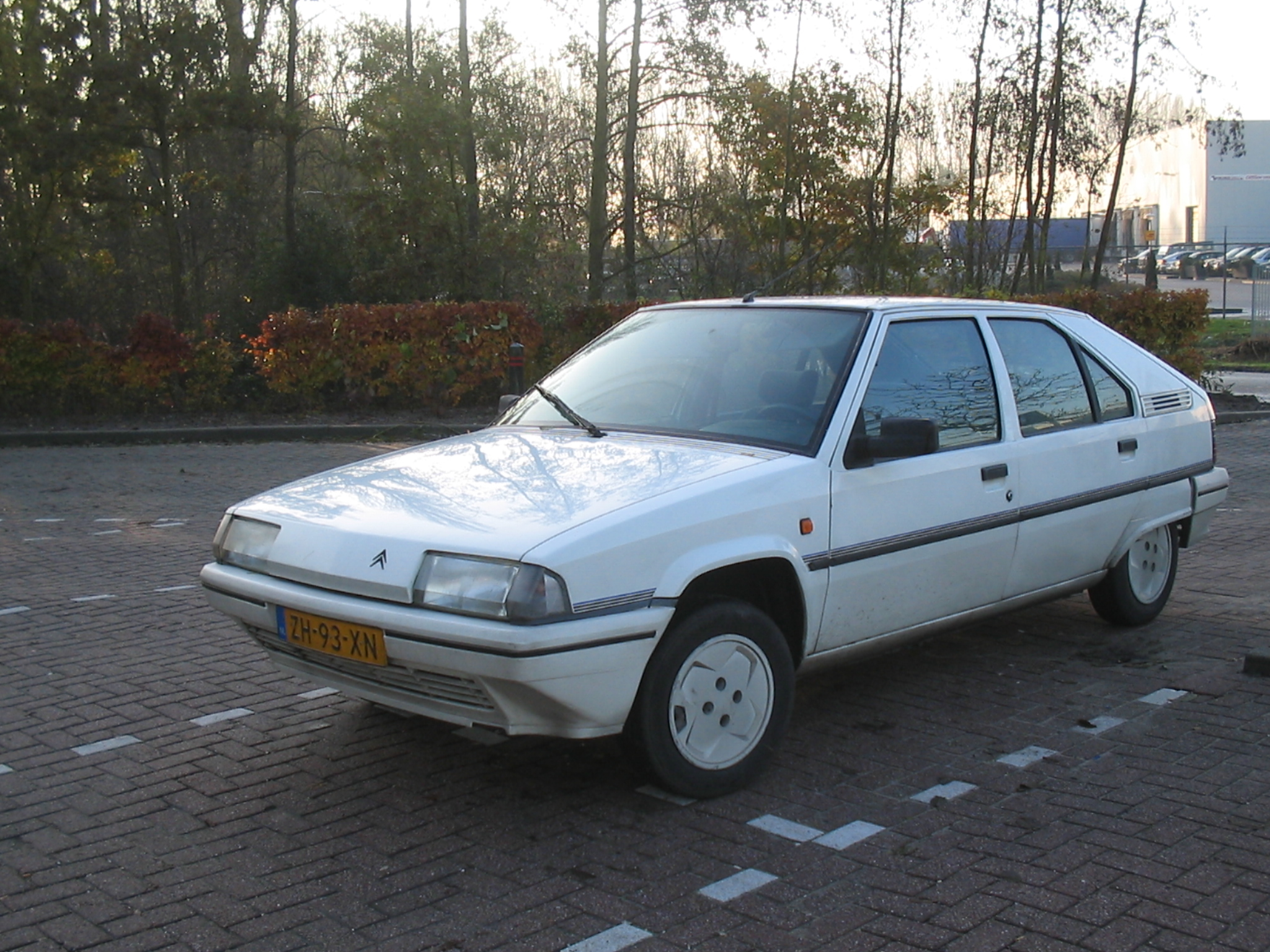
Una BX seconda serie

Nel luglio del 1986 la BX viene rinnovata, non più per mano di Bertone, ma dell'allora responsabile del design Citroën, Carl Olsen. Esternamente si notano gli indicatori di direzione anteriori di colore bianco della medesima altezza dei gruppi ottici, i ripetitori laterali più piccoli di forma quadra, gli specchi retrovisori con snodo a mantice, i copricerchi di nuovo disegno e nuovi piccoli dettagli di rifinitura. Internamente si trovano un nuovo cruscotto dalla linea più classica con la sezione centrale che incorpora i comandi di climatizzazione azionati da manopole anziché da levette, un volante con razza più larga, la strumentazione diviene con quadranti tradizionali a lancette per tutte le versioni e i satelliti cedono il posto a due convenzionali comandi a leva. Per l'occasione si ha anche la sostituzione della SPORT con la BX 19 GTI da 125 CV, di eguale cilindrata, ma alimentata a iniezione elettronica e con una finitura estetica paragonabile alla GT. Quest'ultima, dal canto suo, venne sostituita dalla BX 19 TRS, con lo stesso motore ma con un nuovo allestimento. In diversi mercati furono introdotte anche la BX 16 catalizzata, negli allestimenti RS e TRS; il catalizzatore venne proposto anche in abbinamento ai motori 1.4 e 1.9 da 105 CV; fu introdotta anche la BX 16 S con motore da 90 CV la BX 15 RE, spinta da una variante depotenziata del solito 1.6, variante che in questo modello erogava solo 80 CV. Un'altra novità del 1986 fu la BX 16 TRI, spinta dallo stesso 1.6 ad iniezione da 105 CV montato anche sulla 205 GTI 1.6. Ultima novità riguardò la base della gamma dove venne introdotta la BX 11 mossa dal 1.1 109/5 della potenza massima di 58 CV; questa versione era disponibile solo in alcuni rari mercati,.
Nel 1987 si ebbe l'arrivo di una nuova versione di punta, la BX 19 GTi 16v, spinta dal 1.9 bialbero da 160 CV, lo stesso della 309 GTI 16v, primo motore francese plurivalvole, se si esclude il 1.8 turbo della 205 Turbo 16. Ma vi fu anche l'arrivo delle BX 19 TD e TZD, che sostituirono rispettivamente la BX 19 RD e TRD e il cui motore 1.9 diesel passò da 65 a 71 CV. Sempre del 1987 è invece il raggiungimento della milionesima BX prodotta. Intanto la Leader, che doveva essere un'edizione limitata della Serie 1, a dicembre viene proposta sul mercato per la quinta ed ultima volta.
L'anno successivo, 1988, la gamma diesel si arricchisce della motorizzazione turbocompressa da 1769 cm³ con 90 CV che fa registrare consumi inferiori rispetto alle versioni aspirate da 1.9 litri. Nel secondo semestre dell'anno compare la Olympique equipaggiata con il nuovo motore serie TU 1360 cm³ da 72 CV (come il precedente XY) dotato di un nuovo cambio separato tipo MA con 5 rapporti (4 sulla versione base); tale dotazione meccanica viene estesa a tutte le “14”. Analogamente, anche il motore 109/5 della BX 11 venne sostituito dal motore TU1, sempre da 1124 cm³, ma con potenza scesa leggermente, da 58 a 55 CV. Tra le versioni speciali abbiamo la BX 16 GTI per il mercato italiano dotata della completa finitura GTI e del propulsore 1580 cm³ con 113 CV alimentato dall'iniezione Bosch K-Jetronic. Infine, il catalizzatore venne esteso anche al 1.6 depotenziato della BX 15 RE e alla versione di punta, la GTI 16v, che in questo caso vide la sua potenza scendere da 160 a 147 CV.
Tra la fine del 1988 e la prima metà del 1989 la gamma si arricchisce con l'arrivo della BX 19 4x4, che sfrutta la trazione integrale già applicata su alcuni modelli della gamma 405. Tale modello era spinto dal 1.9 da 106 CV. A marzo viene commercializzata la versione speciale “Tonic” con motore 1,6 litri e interni in velluto tipo GTI, contemporaneamente vengono modificate le sigle identificative degli allestimenti: in linea di massima viene aggiunta la lettera T, la R viene sostituita con G e la combinazione TR diventa TZ (per esempio l'allestimento TRS cambia in TZS). Viene intanto presentata una versione a tiratura limitata di 1000 esemplari basata sulla meccanica diesel da 1,7 litri: è la “Vantage” dal prezzo di acquisto particolarmente conveniente. Dopo l'estate viene effettuato l'ultimo ritocco estetico: i gruppi ottici posteriori diventano bruniti e vengono montati copricerchi di nuovo disegno. La 4x4 diviene disponibile con alimentazione ad iniezione e dispositivo ABS di serie.

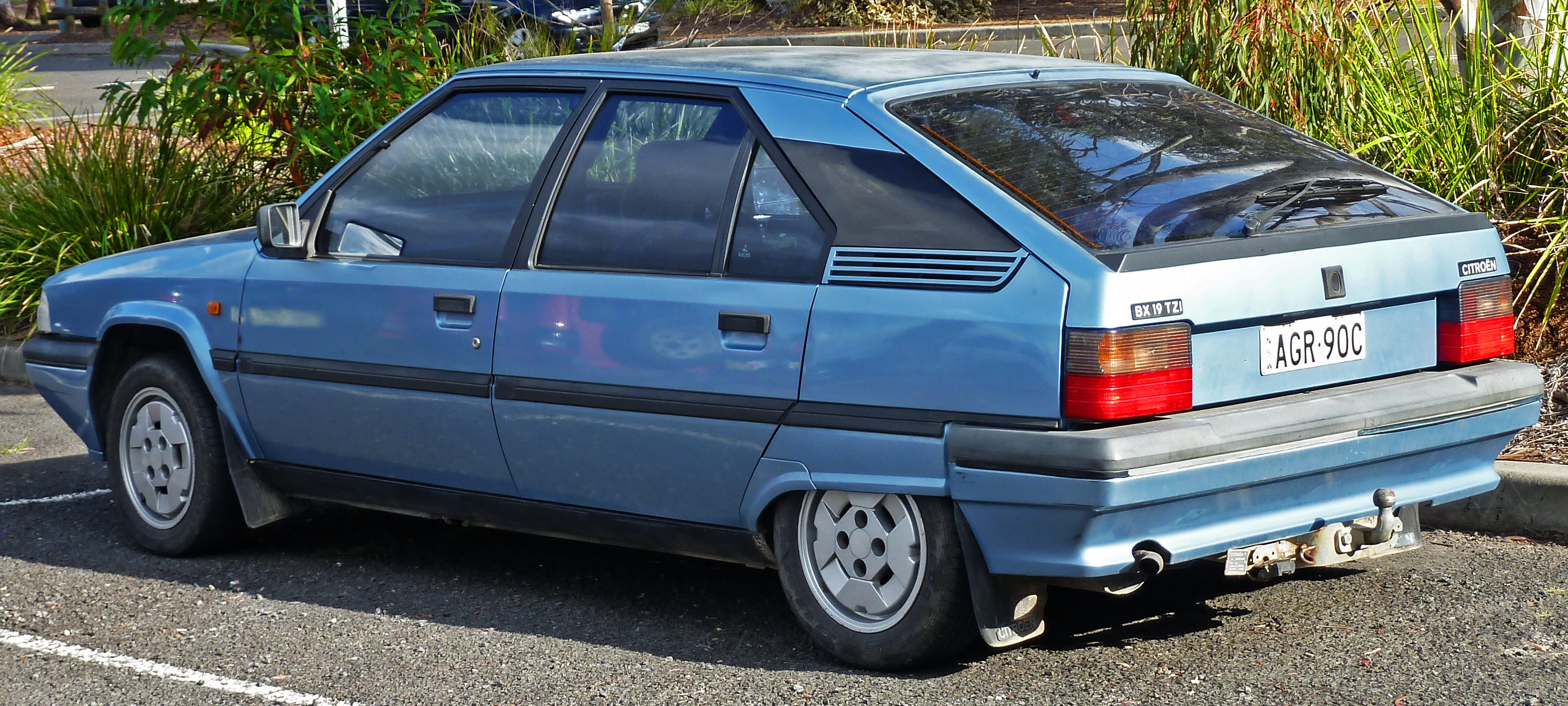
Una BX seconda serie

Nel 1990 la trazione integrale viene proposta sulla BX 19 GTI, ma anche in abbinamento al motore 1.9 diesel; inoltre, si ha l'arrivo di nuove serie speciali, come la Calanque, equipaggiata da motore 1,1 litri della BX base caratterizzata dalla verniciatura integrale di colore bianco con strisce e scritte identificative lungo le fiancate, la Image e la Millesime che beneficiano dei sedili e della finitura esterna paragonabile alla GTI. Nello stesso anno, la BX 16 TRI, la BX 19 4x4 catalizzata e la GTi monoalbero uscirono di produzione. Rimase in listino la BX 4x4 non catalizzata. Basandosi proprio su quest'ultima il designer svizzero Franco Sbarro costruì una propria versione della BX, denominata Evasion, rielaborandola come una roadster.
Dal 1991, con la presentazione della ZX, la gamma BX comincia ad essere ridotta: le versioni di minore cilindrata sono le prime a uscire dal listino, ma per contro viene introdotta un'ulteriore versione personalizzata, la “Ourane” turbo diesel, con climatizzatore e ABS di serie. Sulla BX Berlina non viene più montato il terzo finestrino laterale. La gamma BX, dopo tali aggiornamenti, partiva dalla BX 14 TGE catalizzata, unica BX con motore 1.4 rimasta a listino, proseguendo con la 15 TGE dotata del 1.6 da 80 CV e con le versioni 1.6 catalizzate (88 CV) e senza catalizzatore (94 CV). Praticamente invariata la parte alta della gamma.
Durante il 1992 uscirono via via di produzione tutte le versioni sprovviste di catalizzatore, in vista della normativa Euro 1 che sarebbe entrata in vigore a partire dal 1º gennaio dell'anno seguente. Inoltre esce dal listino la diesel 4x4 e la "Millesime” sostituisce le “TZS” da 1,6 e 1,9 litri.
Il 1993 è l'ultimo anno ufficiale della produzione delle berline, a febbraio esce sul mercato la BX Cottage. A dicembre viene fermata la produzione delle berline, quando i primi esemplari della Citroën Xantia, modello che sostituisce la BX, sono già sulle strade.
Nel 1994 termina anche la produzione delle break e in Italia si ha l'ultimo “colpo di coda”, probabilmente per facilitare la vendita delle ultime berline disponibili, e viene lanciata la BX Fiorello. Le ultime break vengono vendute nel 1996.

## Riepilogo caratteristiche
| Citroën BX (1982-94) |              |             |           |                |                                                                            |                |               |          |                    |                    |              |                     |                    |                    |
| Modello              | Allestimenti | Carrozzeria | Motore    | Cilindrata cm³ | Alimentazione                                                              | Potenza CV/rpm | Coppia Nm/rpm | Trazione | Cambio/ N°rapporti | Massa a vuoto (kg) | Velocità max | Acceler. 0–100 km/h | Consumo (l/100 km) | Anni di produzione |
| Versioni a benzina   |              |             |           |                |                                                                            |                |               |          |                    |                    |              |                     |                    |                    |
| BX 11                | -            | berlina     | 109/5     | 1124           | Carburatore monocorpo                                                      | 58/6250        | 79/2750       | A        | M/5                | 900                | 150          | 17"3                | 6.6                | 1986-88            |
| BX 11                | -            | berlina     | TU1/K     | 1124           | Carburatore monocorpo                                                      | 55/5800        | 89/3200       | A        | M/5                | 900                | 154          | 16"3                | 6.5                | 1988-91            |
| BX 14 cat.           | -            | berlina     | XY        | 1360           | Carburatore monocorpo                                                      | 55/5000        | 103/2500      | A        | M/5                | 900                | 154          | 18"5                | 7.9                | 1986-88            |
| BX 14 cat.           | TGE          | berlina     | TU3       | 1360           | Iniezione elettronica indiretta                                            | 75/6200        | 109/4000      | A        | M/5                | 906                | 170          | 13"3                | 8.3                | 1989-93            |
| BX 14 cat.           | TE           | Break       | TU3       | 1360           | Iniezione elettronica indiretta                                            | 75/6200        | 109/4000      | A        | M/5                | 930                | 162          | 12"6                | 6.7                | 1989-94            |
| BX 14                | -            | berlina     | XY        | 1360           | Carburatore monocorpo                                                      | 62/5500        | 108/2500      | A        | M/4                | 885                | 162          | 14"1                | 6.9                | 1982-87            |
| BX 14                | E/RE         | berlina     | XY6B      | 1360           | Carburatore doppio corpo                                                   | 72/5750        | 108/3000      | A        | M/5                | 895                | 163          | 13"5                | 7                  | 1982-89            |
| BX 14                | E/RE         | Break       | XY6B      | 1360           | Carburatore doppio corpo                                                   | 72/5750        | 108/3000      | A        | M/5                | 940                | 157          | 14"                 | 8                  | 1986-89            |
| BX 14                | TE/TGE       | berlina     | TU3A/K    | 1360           | Carburatore doppio corpo                                                   | 72/5600        | 111/3400      | A        | M/5                | 900                | 167          | 14"9                | 7                  | 1989-91            |
| BX 14                | TE/TGE       | Break       | TU3A/K    | 1360           | Carburatore doppio corpo                                                   | 72/5600        | 111/3400      | A        | M/5                | 930                | 161          | 15"7                | 7.3                | 1989-92            |
| BX 15 cat.           | RE           | berlina     | XU5C      | 1580           | Carburatore monocorpo                                                      | 72/5600        | 111/3400      | A        | M/5                | 955                | 165          | 14"1                | 8.3                | 1988-90            |
| BX 15 cat.           | RE           | Break       | XU5C      | 1580           | Carburatore monocorpo                                                      | 72/5600        | 111/3400      | A        | M/5                | 995                | 161          | 14"8                | 8.4                | 1988-90            |
| BX 15                | RE/TGE       | berlina     | XU5C      | 1580           | Carburatore monocorpo                                                      | 80/5600        | 132/2800      | A        | M/5                | 950                | 170          | 12"6                | 7.3                | 1986-92            |
| BX 16 cat.           | RS/TRS       | berlina     | XU5C      | 1580           | Carburatore monocorpo                                                      | 75/5600        | 120/3500      | A        | M/5                | 950                | 167          | 14"9                | 8.5                | 1986-88            |
| BX 16 cat.           | RS           | Break       | XU5C      | 1580           | Carburatore monocorpo                                                      | 75/5600        | 120/3500      | A        | M/5                | 995                | 162          | 16"2                | 8.5                | 1986-88            |
| BX 16 cat.           | TGI          | berlina     | XU5 M3/Z  | 1580           | Iniezione elettronica indiretta                                            | 88/6000        | 128/2700      | A        | M/5                | 965                | 174          | 12"6                | 7.9                | 1988-93            |
| BX 16 cat.           | TGI          | Break       | XU5 M3/Z  | 1580           | Iniezione elettronica indiretta                                            | 88/6000        | 128/2700      | A        | M/5                | 1.000              | 170          | 13"3                | 7.9                | 1988-94            |
| BX 16                | RS/TRS       | berlina     | XU2C      | 1580           | Carburatore doppio corpo                                                   | 90/6000        | 128/3500      | A        | M/5                | 950                | 176          | 11"5                | 7.3                | 1982-83            |
| BX 16                | RS/TRS       | berlina     | XU2C      | 1580           | Carburatore doppio corpo                                                   | 92/6000        | 131/3500      | A        | M/5                | 950                | 176          | 11"3                | 7.3                | 1983-84            |
| BX 16                | RS/TRS       | berlina     | XU2C      | 1580           | Carburatore doppio corpo                                                   | 94/6000        | 137/3250      | A        | M/5                | 930                | 176          | 11"3                | 7.1                | 1984-88            |
| BX 16                | TZS          | berlina     | XU2C      | 1580           | Carburatore doppio corpo                                                   | 94/6000        | 137/3250      | A        | M/5                | 940                | 176          | 12"4                | 7.1                | 1988-92            |
| BX 16                | RS           | Break       | XU2C      | 1580           | Carburatore doppio corpo                                                   | 94/6000        | 137/3250      | A        | M/5                | 995                | 170          | 15"                 | 8.5                | 1985-88            |
| BX 16                | TGE          | Break       | XU2C      | 1580           | Carburatore doppio corpo                                                   | 94/6000        | 137/3250      | A        | M/5                | 990                | 170          | 10"9                | 7.6                | 1988-92            |
| BX 16                | TRI          | berlina     | XU5J      | 1580           | Iniezione elettronica indiretta                                            | 105/6250       | 134/4000      | A        | M/5                | 1.015              | 185          | 11"                 | 7.9                | 1986-90            |
| BX 16                | GTI          | berlina     | XU5 JA/K  | 1580           | Iniezione elettronica indiretta                                            | 113/6250       | 131/3000      | A        | M/5                | 1.025              | 194          | 10"2                | 8.5                | 1988-92            |
| BX 19 cat.           | TRI          | berlina     | XU9 J1/Z  | 1905           | Iniezione elettronica indiretta                                            | 105/6000       | 141/3000      | A        | A/4                | 1.000              | 180          | 14"1                | 8.7                | 1986-89            |
| BX 19 cat.           | TRI          | Break       | XU9 J1/Z  | 1905           | Iniezione elettronica indiretta                                            | 105/6000       | 141/3000      | A        | A/4                | 1.045              | 182          | 10"7                | 8.2                | 1986-89            |
| BX 19 cat.           | TZI          | berlina     | XU9 J1/Z  | 1905           | Iniezione elettronica indiretta                                            | 109/6000       | 162/3000      | A        | A/4                | 1.010              | 189          | 10"9                | 8.7                | 1989-93            |
| BX 19 cat.           | TZI          | Break       | XU9 J1/Z  | 1905           | Iniezione elettronica indiretta                                            | 120/6000       | 150/3000      | A        | A/4                | 1.072              | 189          | 10"9                | 8.7                | 1990-94            |
| BX 19 cat.           | GTi          | berlina     | XU9 JA/Z  | 1905           | Iniezione elettronica indiretta                                            | 120/6000       | 150/3000      | A        | M/5                | 1.020              | 196          | 10"9                | 8.9                | 1990-93            |
| BX 19 cat.           | GTi 16v      | berlina     | XU9 J4/Z  | 1905           | Iniezione elettronica indiretta                                            | 147/6400       | 166/5000      | A        | M/5                | 1.056              | 215          | 9"6                 | 9.4                | 1988-93            |
| BX 19                | GT           | berlina     | XU9 2C    | 1905           | Carburatore doppio corpo                                                   | 105/5600       | 162/3000      | A        | M/5                | 1.000              | 185          | 10"                 | 7.5                | 1984-86            |
| BX 19                | TRS          | berlina     | XU9 2C    | 1905           | Carburatore doppio corpo                                                   | 105/5600       | 162/3000      | A        | M/5                | 995                | 185          | 10"                 | 7.7                | 1986-89            |
| BX 19                | TRS          | Break       | XU9 2C    | 1905           | Carburatore doppio corpo                                                   | 105/5600       | 162/3000      | A        | M/5                | 1.035              | 182          | 10"5                | 7.7                | 1985-89            |
| BX 19                | TZS          | berlina     | XU9 2C    | 1905           | Carburatore doppio corpo                                                   | 107/6000       | 163/3500      | A        | M/5                | 995                | 187          | 10"7                | 7.7                | 1989-92            |
| BX 19                | TZS          | Break       | XU9 2C    | 1905           | Carburatore doppio corpo                                                   | 107/6000       | 163/3500      | A        | M/5                | 1.045              | 184          | 11"1                | 7.7                | 1989-92            |
| BX 19                | SPORT        | berlina     | XU9 4C    | 1905           | Due carburatori doppio corpo                                               | 126/5800       | 169/4200      | A        | M/5                | 1.010              | 195          | 8"9                 | 8.5                | 1985-86            |
| BX 19                | TZI          | Break       | XU9       | 1905           | Iniezione elettronica indiretta                                            | 123/5500       | 169/2750      | A        | M/5                | 1.045              | 192          | 9"1                 | 8.5                | 1990-94            |
| BX 19                | GTi          | berlina     | XU9 J2    | 1905           | Iniezione elettronica indiretta                                            | 125/5500       | 175/4500      | A        | M/5                | 1.025              | 198          | 8"5                 | 9                  | 1986-90            |
| BX 19                | GTi          | berlina     | XU9 J2    | 1905           | Iniezione elettronica indiretta                                            | 123/5500       | 169/2750      | A        | M/5                | 1.025              | 198          | 8"9                 | 8.5                | 1990-92            |
| BX 19                | GTi 16v      | berlina     | XU9 J4    | 1905           | Iniezione elettronica indiretta                                            | 160/6500       | 181/5000      | A        | M/5                | 1.070              | 218          | 7"9                 | 8.7                | 1987-92            |
| BX 19 4x4 cat.       | -            | berlina     | XU9 J1/Z  | 1905           | Iniezione elettronica indiretta                                            | 109/6000       | 162/3000      | I        | M/5                | 1.120              | 181          | 11"9                | 9.5                | 1989-90            |
| BX 19 4x4 cat.       | -            | Break       | XU9 J1/Z  | 1905           | Iniezione elettronica indiretta                                            | 109/6000       | 162/3000      | I        | M/5                | 1.155              | 178          | 12"5                | 9.7                | 1989-90            |
| BX 19 4x4 cat.       | GTi          | berlina     | XU9 JA/Z  | 1905           | Iniezione elettronica indiretta                                            | 120/6000       | 150/3000      | I        | M/5                | 1.130              | 188          | 12"5                | 9.8                | 1990-93            |
| BX 19 4x4            | -            | berlina     | XU9 2C    | 1905           | Carburatore doppio corpo                                                   | 107/6000       | 163/3500      | I        | M/5                | 1.105              | 183          | 10"7                | 8.5                | 1989-92            |
| BX 19 4x4            | -            | Break       | XU9 2C    | 1905           | Carburatore doppio corpo                                                   | 107/6000       | 163/3500      | I        | M/5                | 1.145              | 180          | 11"2                | 8.6                | 1989-92            |
| BX 19 4x4            | GTi          | berlina     | XU9 J2    | 1905           | Iniezione elettronica indiretta                                            | 123/5500       | 169/2750      | I        | M/5                | 1.135              | 192          | 11"                 | 9.3                | 1989-92            |
| BX 4TC               | -            | berlina     | -         | 2141           | Iniezione elettronica indiretta + turbocompressore + intercooler aria/aria | 200/5250       | 294/2750      | I        | M/5                | 1.280              | 220          | 7.5                 | 12                 | 1985               |
| Versioni diesel      |              |             |           |                |                                                                            |                |               |          |                    |                    |              |                     |                    |                    |
| BX 17 D              | base/TD      | berlina     | XUD7/K    | 1769           | Diesel aspirato iniezione indiretta pompa rotativa                         | 60/4600        | 110/2000      | A        | M/5                | 990                | 155          | 17"2                | 5.8                | 1985-92            |
| BX 17 D              | TGD          | Break       | XUD7/K    | 1769           | Diesel aspirato iniezione indiretta pompa rotativa                         | 60/4600        | 110/2000      | A        | M/5                | 1.030              | 153          | 19"9                | 5.9                | 1988-92            |
| BX 17 D Turbo        | TZD          | berlina     | XUD7 TE/Y | 1769           | Turbodiesel iniezione indiretta                                            | 90/4300        | 180/2000      | A        | M/5                | 1.025              | 180          | 10"8                | 5.9                | 1988-92            |
| BX 17 D Turbo        | TZD          | Break       | XUD7 TE/Y | 1769           | Turbodiesel iniezione indiretta                                            | 90/4300        | 180/2000      | A        | M/5                | 1.077              | 174          | 12"1                | 6.2                | 1988-92            |
| BX 17 D Turbo cat.   | TZD          | berlina     | XUD7 TE/Z | 1769           | Turbodiesel iniezione indiretta                                            | 90/4300        | 180/2100      | A        | M/5                | 1.025              | 180          | 11"                 | 6.5                | 1992-93            |
| BX 17 D Turbo cat.   | TZD          | Break       | XUD7 TE/Z | 1769           | Turbodiesel iniezione indiretta                                            | 90/4300        | 180/2100      | A        | M/5                | 1.070              | 174          | 11"5                | 6.5                | 1992-94            |
| BX 19 D              | TRD          | berlina     | XUD9A     | 1905           | Diesel aspirato iniezione indiretta pompa rotativa                         | 65/4600        | 120/2000      | A        | M/5                | 990                | 157          | 15"5                | 5.8                | 1983-87            |
| BX 19 D              | TD/TZD       | berlina     | XUD9B     | 1905           | Diesel aspirato iniezione indiretta pompa rotativa                         | 71/4600        | 123/2000      | A        | M/5                | 990                | 165          | 16"3                | 5.7                | 1987-92            |
| BX 19 D              | RD           | Break       | XUD9A     | 1905           | Diesel aspirato iniezione indiretta pompa rotativa                         | 65/4600        | 120/2000      | A        | M/5                | 1.037              | 155          | 16"3                | 6                  | 1985-87            |
| BX 19 D              | TD/TGD       | Break       | XUD9B     | 1905           | Diesel aspirato iniezione indiretta pompa rotativa                         | 71/4600        | 123/2000      | A        | M/5                | 1.037              | 162          | 17"                 | 6                  | 1987-92            |
| BX 19 D 4x4          | -            | berlina     | XUD9B     | 1905           | Diesel aspirato iniezione indiretta pompa rotativa                         | 71/4600        | 123/2000      | I        | M/5                | 1.135              | 157          | 19"1                | 6.4                | 1990-92            |
| BX 19 D 4x4          | -            | Break       | XUD9B     | 1905           | Diesel aspirato iniezione indiretta pompa rotativa                         | 71/4600        | 123/2000      | I        | M/5                | 1.180              | 154          | 21"3                | 6.7                | 1990-92            |

## La BX 4TC

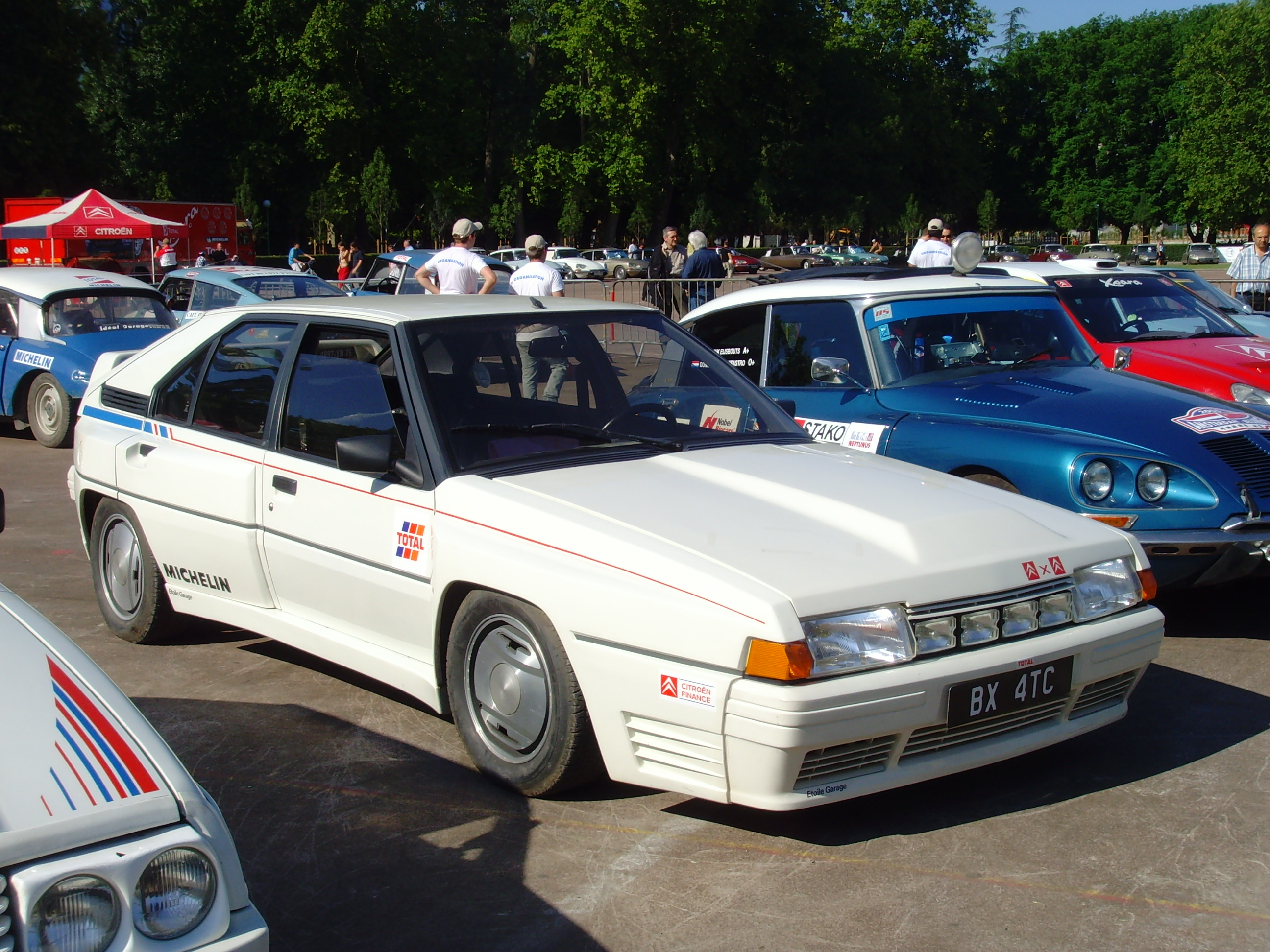
Una BX 4TC stradale

Nel 1985, la Citroën volle introdurre la BX nel Campionato Mondiale Rally e lo fece realizzando la 4TC, una versione ad alte prestazioni sulla base della normale BX. Per rendere possibile l'omologazione nel Gruppo B, la casa francese dovette realizzarne 200 esemplari in versione stradale. La 4TC era a trazione integrale e motore anteriore, caratteristica quest'ultima che la rese subito obsoleta e non competitiva. Il suo motore era, nella versione stradale, un 4 cilindri in linea da 2141 cm³, con alimentazione a iniezione elettronica Bosch K-Jetronic e sovralimentazione mediante un turbocompressore Garrett T3 coadiuvato da un intercooler aria/aria. La potenza massima era di 200 CV a 5250 giri/min. Il cambio era manuale a 5 marce. Le prestazioni erano: 220 km/h di velocità massima con scatto da 0 a 100 km/h in 7"5.
La versione da competizione era molto più potente, poiché il suo motore da 2.1 litri veniva portato fino a 390 CV a 7000 giri/min. A seconda di vari altri fattori, come i rapporti del cambio, le prestazioni velocistiche andavano dai 220 ai 280 km/h, con accelerazione da 0 a 100 km/h compresa tra 5"5 e 6".
In realtà la 4TC non ebbe fortuna sul piano sportivo né su quello commerciale: la meccanica delle versioni da corsa si dimostrò infatti piuttosto delicata e soggetta a guasti. Inoltre, dei 200 esemplari stradali, ne furono venduti solo 86, mentre i restanti vennero successivamente distrutti dalla stessa Citroën.